# A Model Young Man
A Model Young Man è un cortometraggio muto del 1914 diretto da James Young che fu anche sceneggiatore della storia, tratta da Jacques Futrelle.

## Produzione
Il film fu prodotto dalla Vitagraph Company of America.

## Distribuzione
Distribuito dalla General Film Company, il film - un cortometraggio in una bobina - uscì nelle sale cinematografiche statunitensi il 20 marzo 1914. La Favorite Films lo distribuì nuovamente il 14 gennaio 1918.